# ميكائيل فورسيل
ميكائيل فورسيل (بالفنلندية: Mikael Forssell)‏ (مواليد 15 مارس 1981 في ستينفورت - ألمانيا الغربية) لاعب كرة قدم فنلندي يلعب حاليا لصالح نادي الدرجة الممتازة ليدز يونايتد الإنجليزي منذ 2011 في مركز المهاجم .

## روابط خارجية
- ميكائيل فورسيل على موقع الاتحاد الدولي (مؤرشف)  (الإنجليزية)
- ميكائيل فورسيل على موقع الاتحاد الأوربي (الإنجليزية)
- ميكائيل فورسيل على موقع إي إس بي إن إف سي (الإنجليزية)
- ميكائيل فورسيل على موقع قاعدة بيانات كرة القدم.إي يو (الإنجليزية)
- ميكائيل فورسيل على موقع بيانات كرة القدم. دي إي (الألمانية)
- ميكائيل فورسيل على موقع ناشيونال فوتبول تيمز (الإنجليزية)
- ميكائيل فورسيل على موقع Soccerbase.com (لاعب) (الإنجليزية)
- ميكائيل فورسيل على موقع Soccerway.com (الإنجليزية)
- ميكائيل فورسيل على موقع عالم كرة القدم.نت (الإنجليزية)
- ميكائيل فورسيل على موقع كووورة